# Saif bin Hamad Al Sharqi
Saif bin Hamad Al Sharqi (... – 1938 o 1939), è stato emiro di Fujaira dal 1936 al 1938 o 1939 e capo della tribù di Sharqiyin.
Nominalmente una dipendenza di Sharja, quindi di Abu Dhabi, Fujaira divenne effettivamente indipendente in seguito a una serie di conflitti, non ultimo dei quali con i suoi vicini, le dipendenze di Sharja di Kalba e Khor Fakkan.
Lo sceicco Said bin Hamad succedette al suo longevo e carismatico padre che aveva combattuto per tutta la vita per l'indipendenza di Fujaira da Sharja. Quel sogno sarebbe diventato realtà con il suo fratello minore e successore Mohammed, che ascese al trono nel 1938 o nel 1939, alla morte di Saif.